# Crassula tabularis
Crassula tabularis är en fetbladsväxtart som beskrevs av Moritz Kurt Dinter. Crassula tabularis ingår i släktet krassulor, och familjen fetbladsväxter. Inga underarter finns listade i Catalogue of Life.